# Acrogonia gracilis
Acrogonia gracilis är en insektsart som först beskrevs av Henry Fairfield Osborn 1926.  Acrogonia gracilis ingår i släktet Acrogonia och familjen dvärgstritar. Inga underarter finns listade i Catalogue of Life.